# Dirico
Dirico és un municipi de la província de Cuando Cubango. Té una extensió de 18.590 km² i 14.601 habitants. Comprèn les comunes de Dirico, Xamavera i Mucusso. Limita al nord amb el municipi de Mavinga, a l'est amb el municipi de Rivungo, al sud amb la República de Namíbia, i a l'oest amb el municipi de Calai. Està servida per l'aeroport de Dirico.